# Serratura

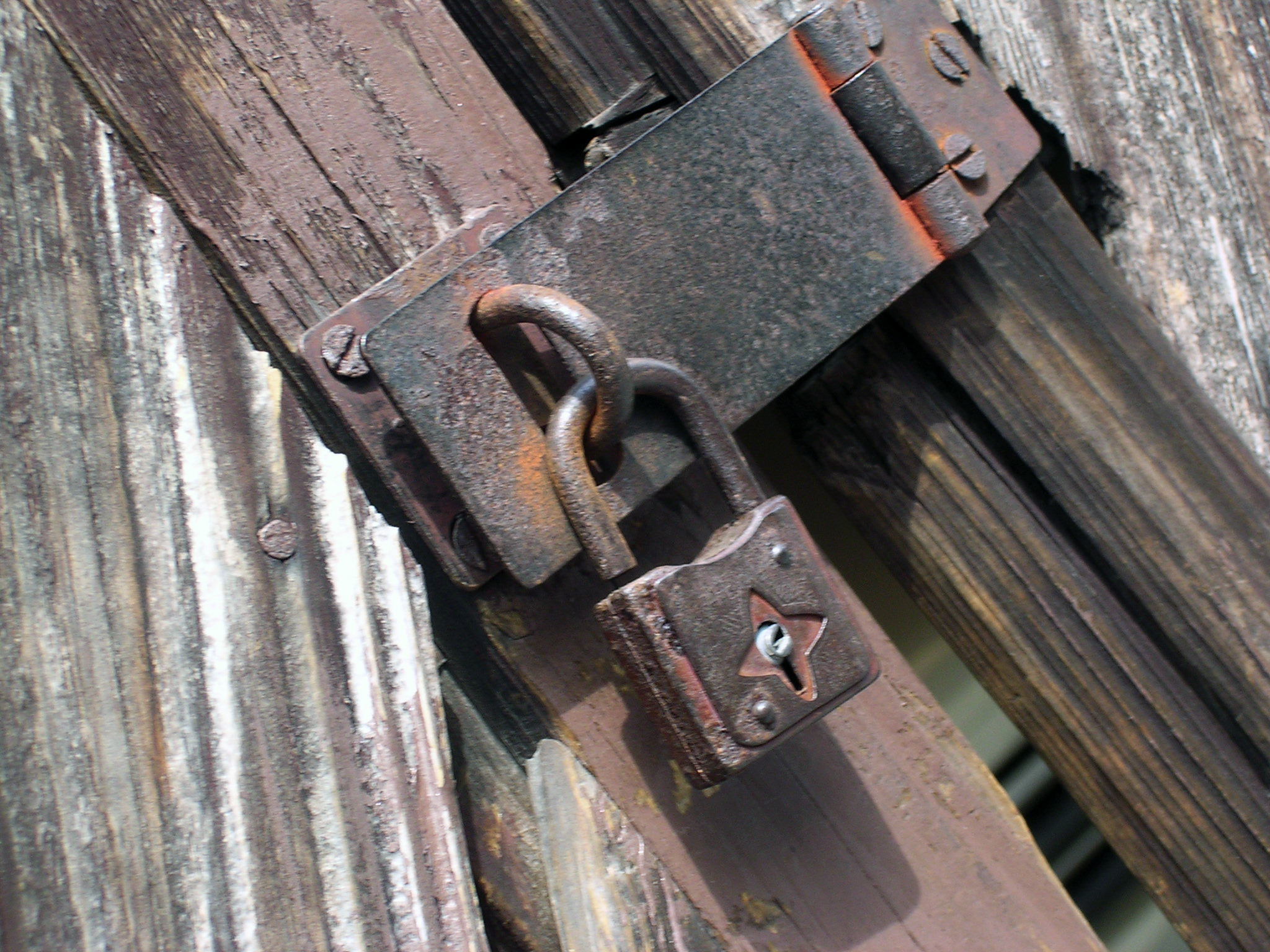
Una serratura a lucchetto

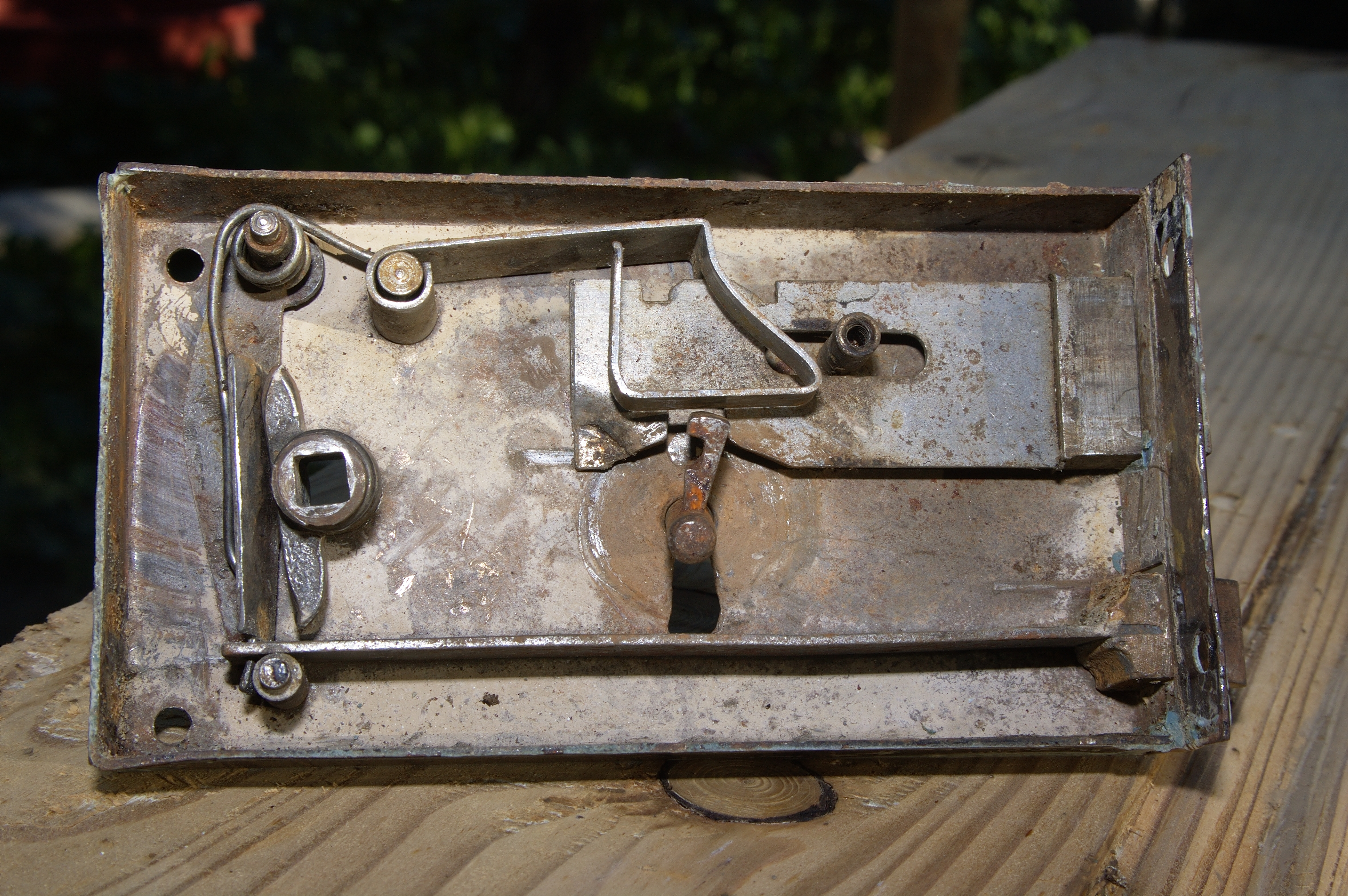
Interno di una vecchia serratura

La serratura è un congegno atto a chiudere e bloccare una porta o uno sportello, utilizzato come sistema per il controllo degli accessi in un determinato luogo attraverso un ingresso.

## Storia
Considerando il ritrovamento del primo possibile esempio di serratura, scoperto nelle rovine di Ninive (la capitale dell'antica Assiria), risulta che le serrature siano in uso da oltre 6000 anni.
Anche la serratura protetta era presente dall'antichità e rimane il design di serratura e chiave più riconoscibile nel mondo occidentale. Le prime serrature interamente in metallo apparvero tra gli anni 870 e 900 e sono attribuite agli artigiani inglesi. Si dice anche che la chiave sia stata inventata da Teodoro di Samo nel VI secolo a.C.
I romani benestanti spesso tenevano i loro oggetti di valore in scatole chiuse a chiave all'interno delle loro case e indossavano le chiavi come anelli alle dita. La pratica aveva due vantaggi: teneva la chiave sempre a portata di mano, segnalando al contempo che chi la indossava era abbastanza ricco e importante da avere denaro e gioielli da tenere al sicuro.

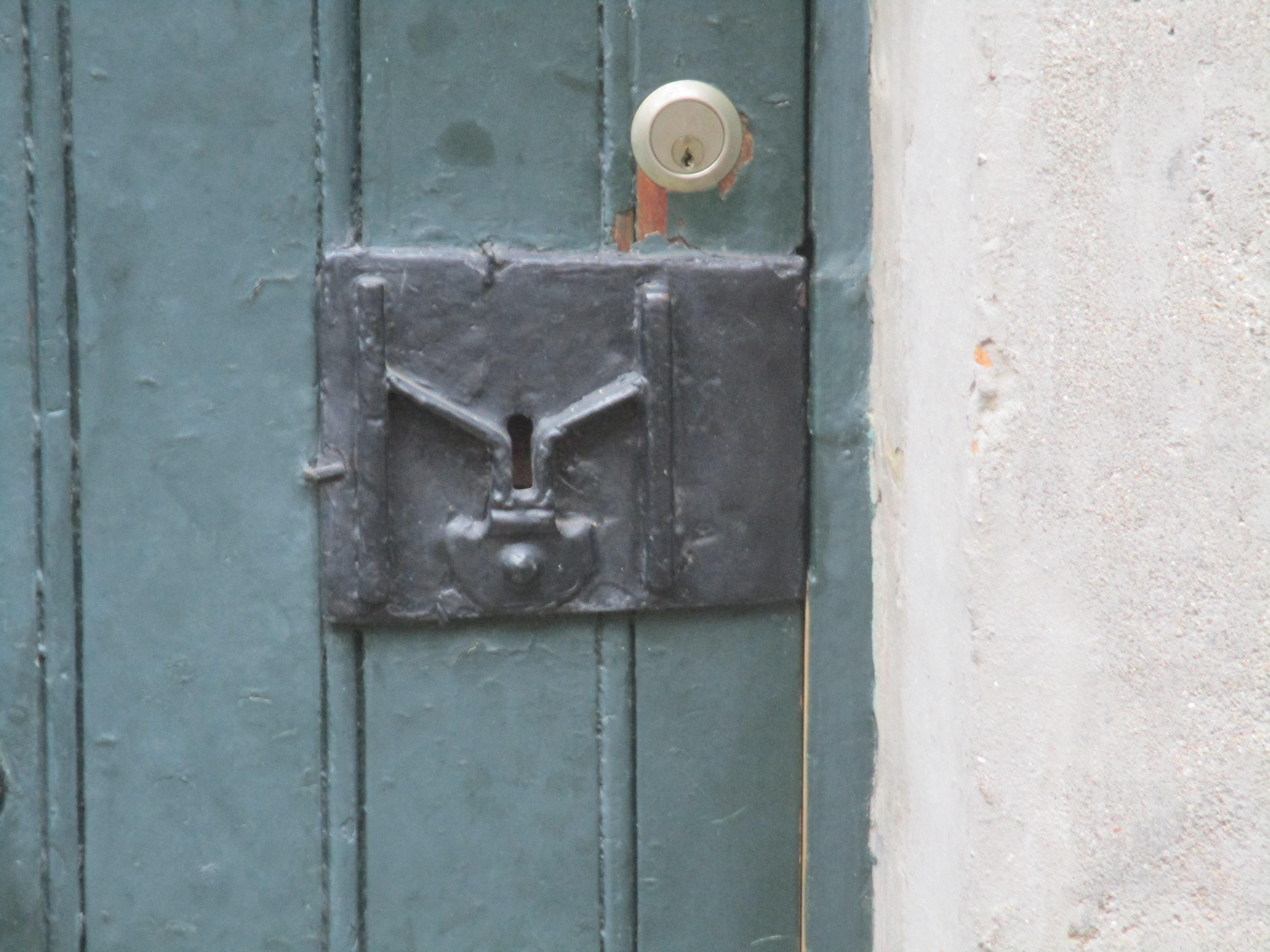
Serratura dell'ubriaco (in basso) e una serratura moderna (sopra).

Un particolare tipo di serratura, risalente al XVII-XVIII secolo, anche se potenzialmente più antica in quanto simili serrature risalgono al XIV secolo, si trova nel Beghinaggio della città belga di Lier. Queste serrature sono molto probabilmente gotiche, decorate con foglie, spesso a forma di V che circondano il buco della serratura. Sono spesso chiamate "serratura dell'ubriaco", tuttavia il riferimento all'essere ubriaco potrebbe essere erroneo in quanto queste serrature erano, secondo alcune fonti, progettate in modo tale che una persona possa ancora trovare il buco della serratura nell'oscurità, anche se questo potrebbe non essere vero in quanto gli ornamenti avrebbero potuto essere puramente estetici. In tempi moderni sono state progettate serrature simili.
Con l'inizio della rivoluzione industriale alla fine del XVIII secolo e il concomitante sviluppo dell'ingegneria di precisione e della standardizzazione dei componenti, le serrature e le chiavi furono prodotte con crescente complessità e sofisticatezza.
Il blocco a chiave a leva, che utilizza una serie di leve per impedire al chiavistello di muoversi nella serratura, è stato inventato da Robert Barron nel 1778. Il suo blocco a leva a doppio effetto richiedeva che la leva fosse sollevata a una certa altezza avendo una fessura tagliata nella leva, quindi alzare la leva troppo lontano era tanto male quanto non alzare la leva abbastanza. Questo tipo di serratura è ancora in uso in epoca moderna.
La serratura a leva fu notevolmente migliorata da Jeremiah Chubb nel 1818. Un furto con scasso nel cantiere navale di Portsmouth spinse il governo britannico a bandire un concorso per produrre una serratura che potesse essere aperta solo con la propria chiave. Chubb sviluppò la "serratura del rilevatore Chubb", che incorporava una funzione di sicurezza integrale che poteva vanificare i tentativi di accesso non autorizzato e avrebbe indicato al proprietario della serratura nel caso fosse stato forzato. Chubb ricevette 100 sterline dopo che uno scassinatore professionista non riuscì a rompere la serratura in tre mesi.

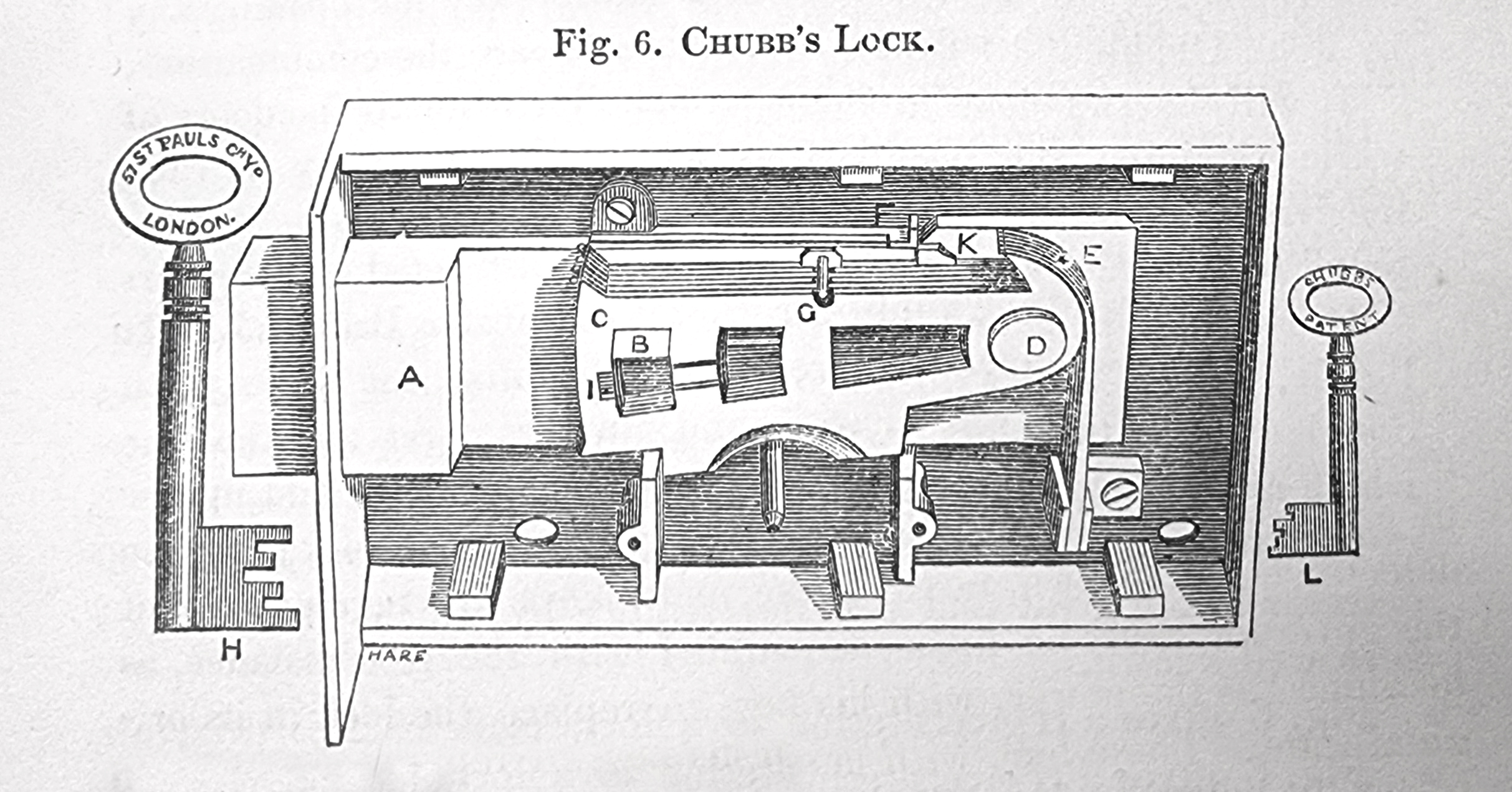
Schema della serratura inventata da Chubb (serratura del rilevatore Chubb)

Nel 1820 Jeremiah si unì a suo fratello Charles per avviare la propria compagnia di serrature, Chubb Locks. Chubb apportò vari miglioramenti alla sua serratura: nel 1824 migliorò il design, che non richiedeva una chiave di regolazione speciale per ripristinare la serratura; nel 1847 le sue chiavi usavano sei leve anziché quattro; in seguito introdusse un disco che permise il passaggio della chiave con campo visivo ristretto, nascondendo le leve a chiunque tentasse di scassinare la serratura. I fratelli Chubb ricevettero anche un brevetto per la prima cassaforte antieffrazione e ne iniziarono la produzione nel 1835.
I progetti di Barron e Chubb erano basati sull'uso di leve mobili, ma Joseph Bramah, un inventore britannico, sviluppò un metodo alternativo nel 1784. La sua serratura utilizzava una chiave cilindrica con tacche precise lungo la superficie; queste spostavano le guide metalliche che impedivano la rotazione del chiavistello in un allineamento molto preciso, consentendo l'apertura della serratura. Nello stesso anno Bramah fondò l'azienda Bramah Locks al 124 di Piccadilly e mostrò la "Challenge Lock" (sfida della serratura) nella vetrina del suo negozio nel 1790, sfidando chiunque ad aprire le sue serrature e offrendo una ricompensa di 200 sterline a chi ci riuscisse. La sfida è durata oltre 67 anni fino a quando, nel 1851, il fabbro americano Alfred Charles Hobbs riuscì ad aprire la serratura e, a seguito di alcune discussioni sulle circostanze in cui l'aveva aperta, ricevette il premio. Il tentativo di Hobbs ha richiesto circa 51 ore, distribuite su 16 giorni.
Il primo brevetto per una serratura a perno a doppia azione fu concesso al medico americano Abraham O. Stansbury in Inghilterra nel 1805, ma la versione moderna, ancora in uso, fu inventata dall'americano Linus Yale Sr. nel 1848. Questo modello di serratura utilizzava perni di lunghezza variabile per impedire l'apertura della serratura senza la chiave corretta. Nel 1861 Linus Yale Jr. si ispirò all'originale serratura a chiavetta degli anni '40 progettata da suo padre, inventando e brevettando così una chiave piatta più piccola con bordi seghettati e perni di lunghezza variabile all'interno della serratura stessa, lo stesso design della serratura a chiavetta che rimane in uso ancora in epoca moderna.
Nonostante alcuni miglioramenti nel design delle chiavi da allora, la maggior parte delle serrature oggi sono ancora varianti dei design inventati da Bramah, Chubb e Yale.

## Tipologie
Esistono vari tipi di serratura (meccanica o elettrica o elettronica): dalla semplice serratura per porte interne e cantine dotata di una chiave non cifrata, alla serratura da porte in legno sia essa applicata o incassata con chiave piatta cifrata, alla serratura di sicurezza per porta blindata con chiave a doppia mappa, alla serratura a scheda magnetica riprogrammabile tipica di alcuni alberghi.

Esempi
Serratura a perno
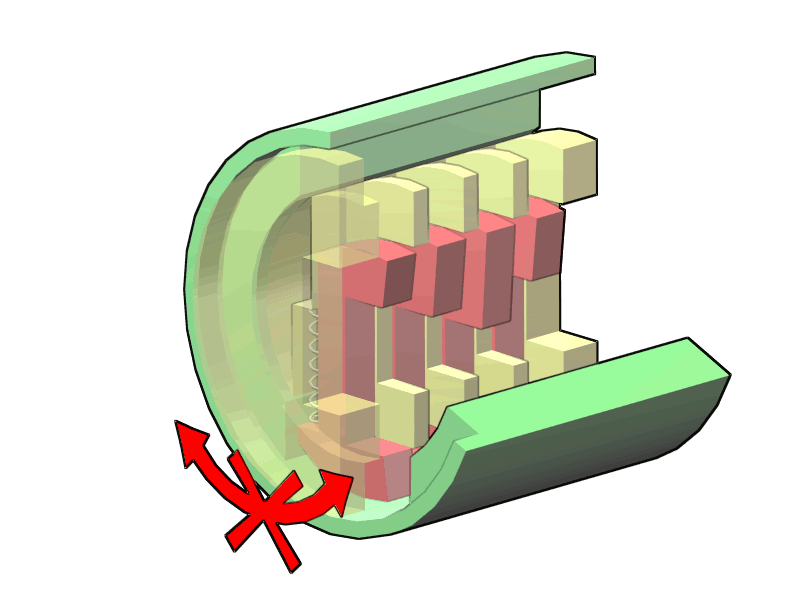
Serratura di bicchiere di wafer
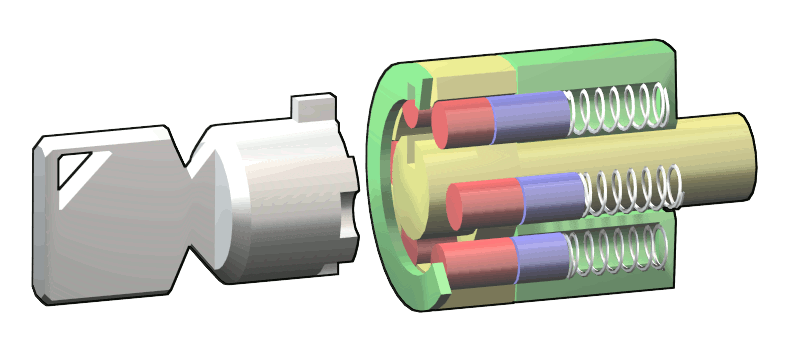
Serratura tubolare

Ogni serratura ha vari gradi di sicurezza (da 1 a 3).

### Serratura a leva
La più comune e diffusa, la serratura a leva fu brevettata dall'inglese Robert Barron nel 1778, durante la rivoluzione industriale. È un tipo di serratura che presuppone l'utilizzo di un movimento simile ad una leva. Sono le più comuni e diffuse. Una categorie che rientra in tale tipologia è la serratura a doppia mappa.

### Serratura a cilindro
Brevettata da Linus Yale nel 1865, la serratura a cilindro consiste in un dispositivo, collegato direttamente alla serratura, che permette l'apertura o la chiusura di un serramento ove ne è previsto l'utilizzo. Esistono molti tipi diversi, in cui il sistema base è costituito da un sistema a molle e pistoncini che vengono mossi da una chiave, che permette lo sblocco della serratura.

### Serratura a combinazione
Una serratura a combinazione è una serratura che può essere aperta attraverso una combinazione, cioè una sequenza di simboli (che sono generalmente cifre o numeri, ma anche lettere dell'alfabeto o altri simboli).
Tale sequenza può essere inserita ad esempio ruotando delle ruote dove sono impressi i simboli oppure attraverso un tastierino elettronico o meccanico. Le serrature a combinazione hanno molteplici applicazioni, che includono la chiusura di casseforti, valigie e armadietti.

## Galleria d'immagini

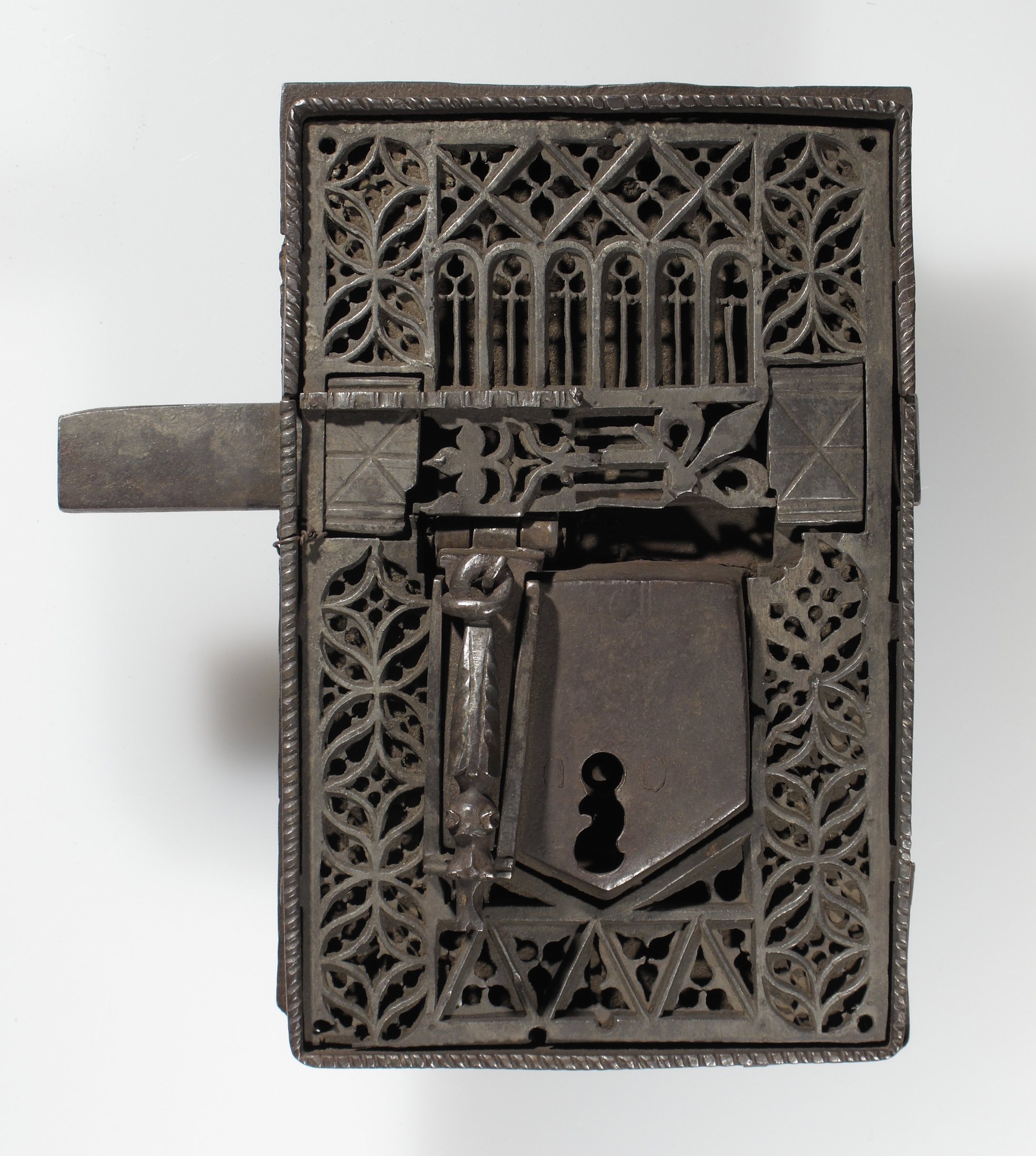
Serratura gotica medievale del XV-XVI secolo, in ferro, al Metropolitan Museum of Art (New York City)
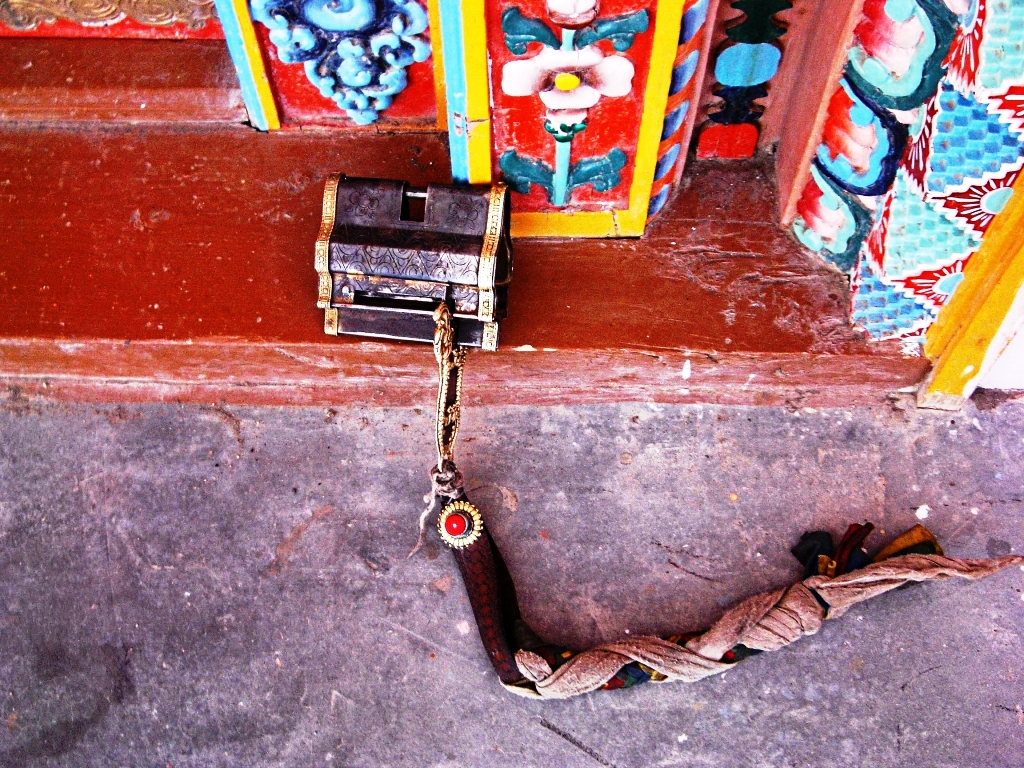
Serratura e chiavi tibetane, 2004
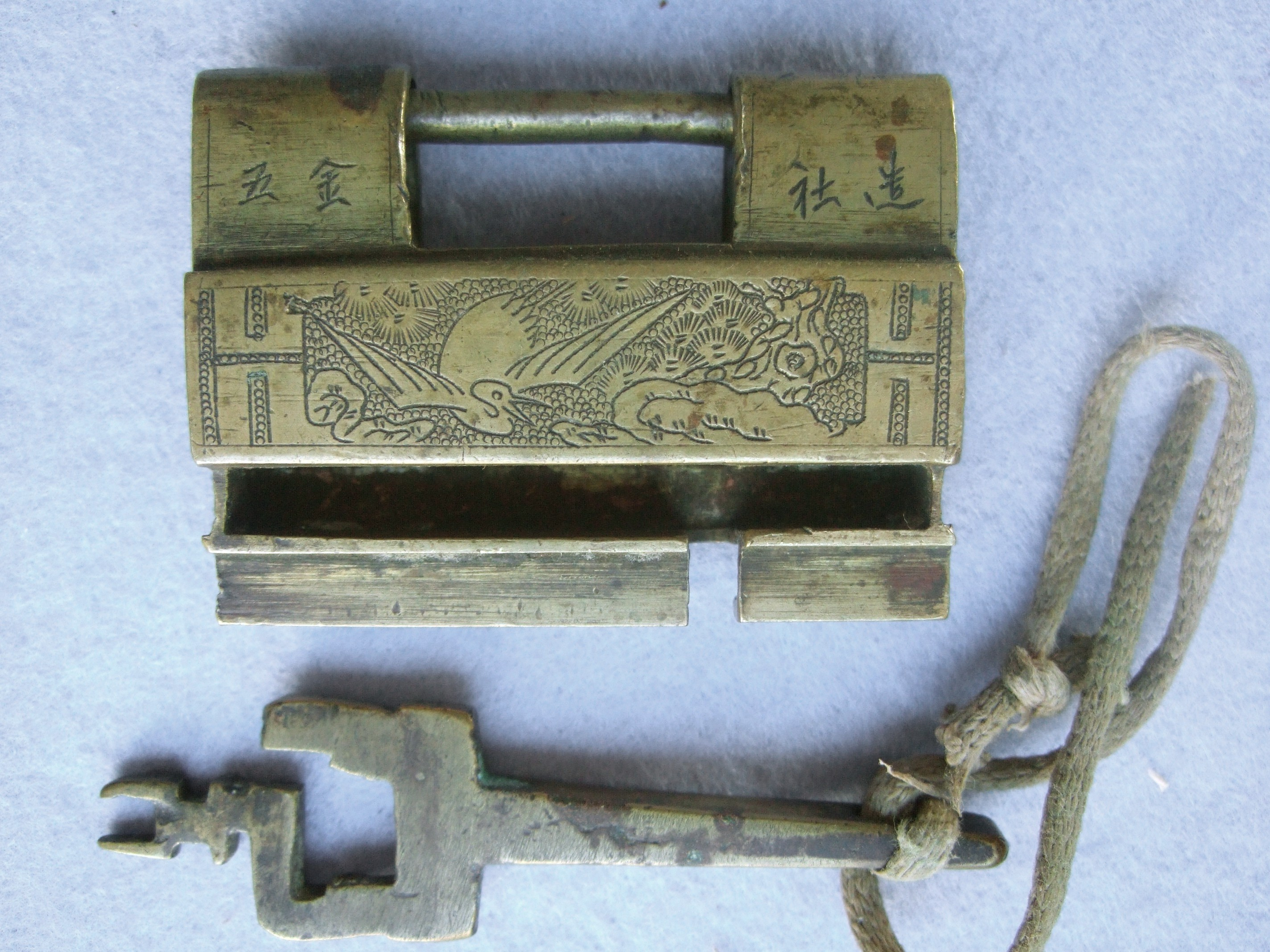
Serratura e chiave cinesi della provincia dello Yunnan, inizio XX secolo